# NGC 4565
Az NGC 4565 (más néven Caldwell 38 vagy Tű-galaxis) egy éléről látszó spirálgalaxis a Coma Berenices (Bereniké haja) csillagképben.

## Felfedezése
A galaxist William Herschel fedezte fel 1785. április 6-án.

## Tudományos adatok
Az NGC 4565-öt gyakran hasonlítják a Tejútrendszerhez, amely ugyanilyen távolságból és szögből hasonlóan nézhet ki.
Átmérője 100 000 fényév (9,46·1020 m).
A galaxis 1230 km/s sebességgel távolodik tőlünk.